# Iza
Iza (o Itza in basco) è un comune spagnolo di 839 abitanti situato nella comunità autonoma della Navarra.